# Leon Schiller

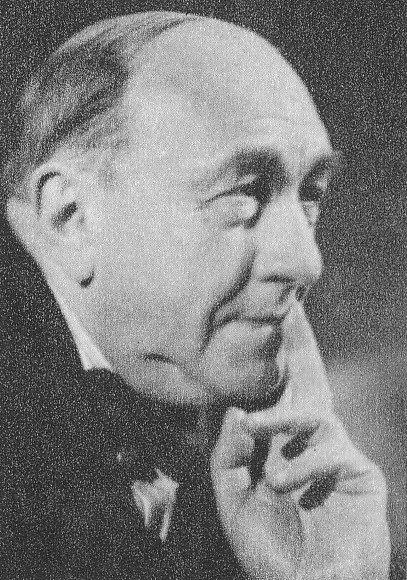
Leon Schiller w latach 50.

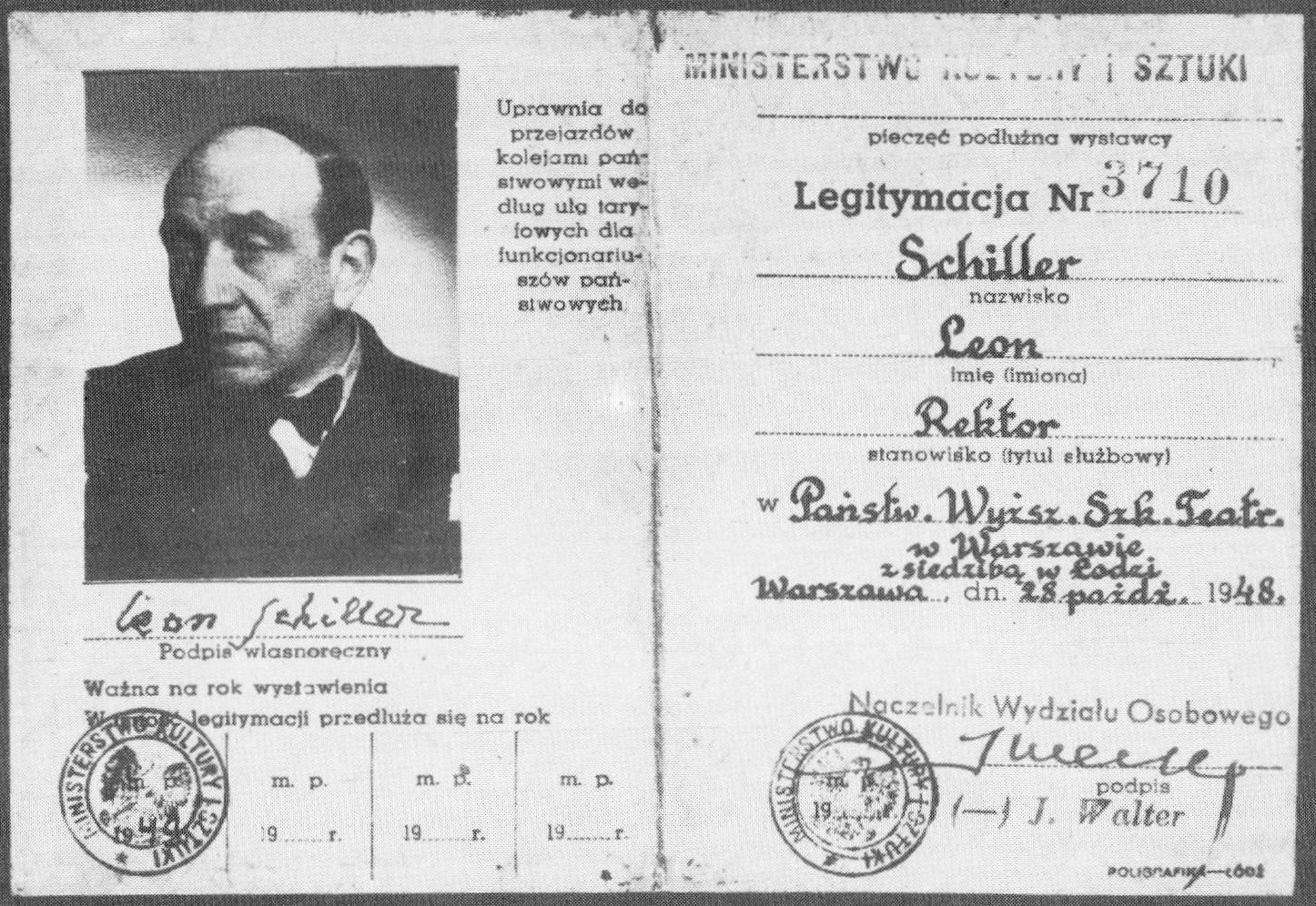
Legitymacja pracownicza Leona Schillera jako rektora Państwowej Wyższej Szkoły Teatralnej w Łodzi (1948)

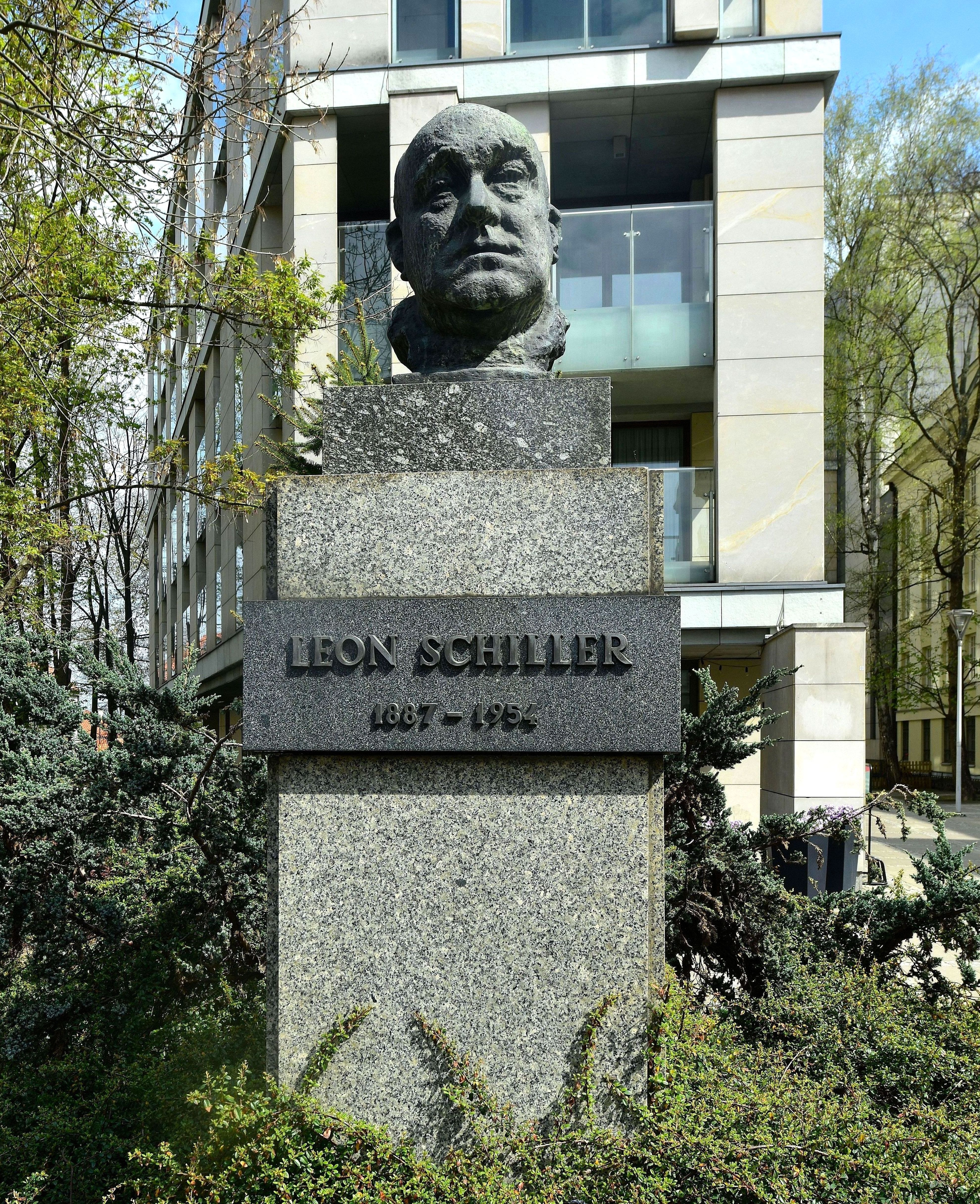
Pomnik Leona Schillera przy Teatrze Polskim w Warszawie

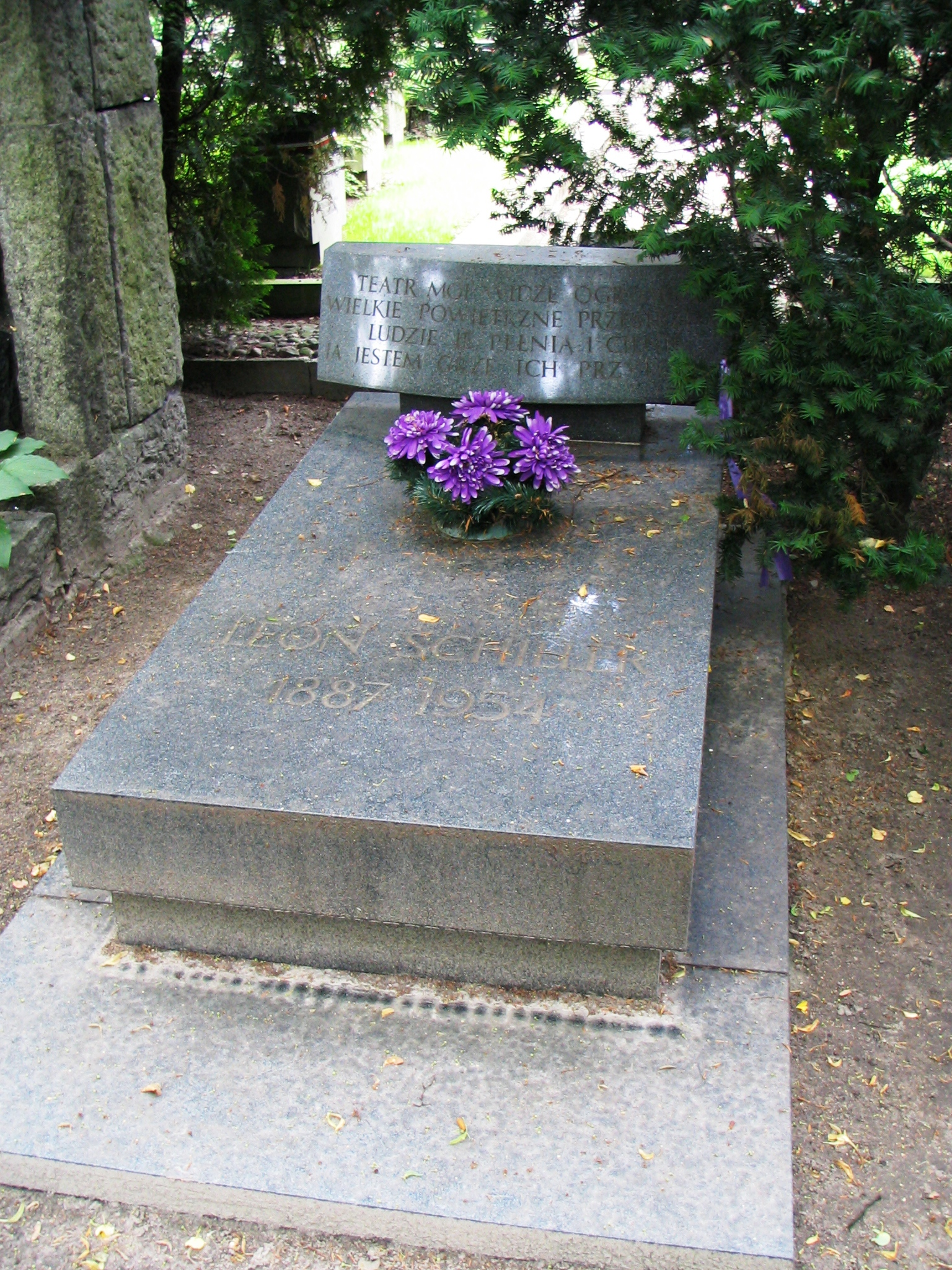
Grób Leona Schillera na cmentarzu Wojskowym na Powązkach w Warszawie

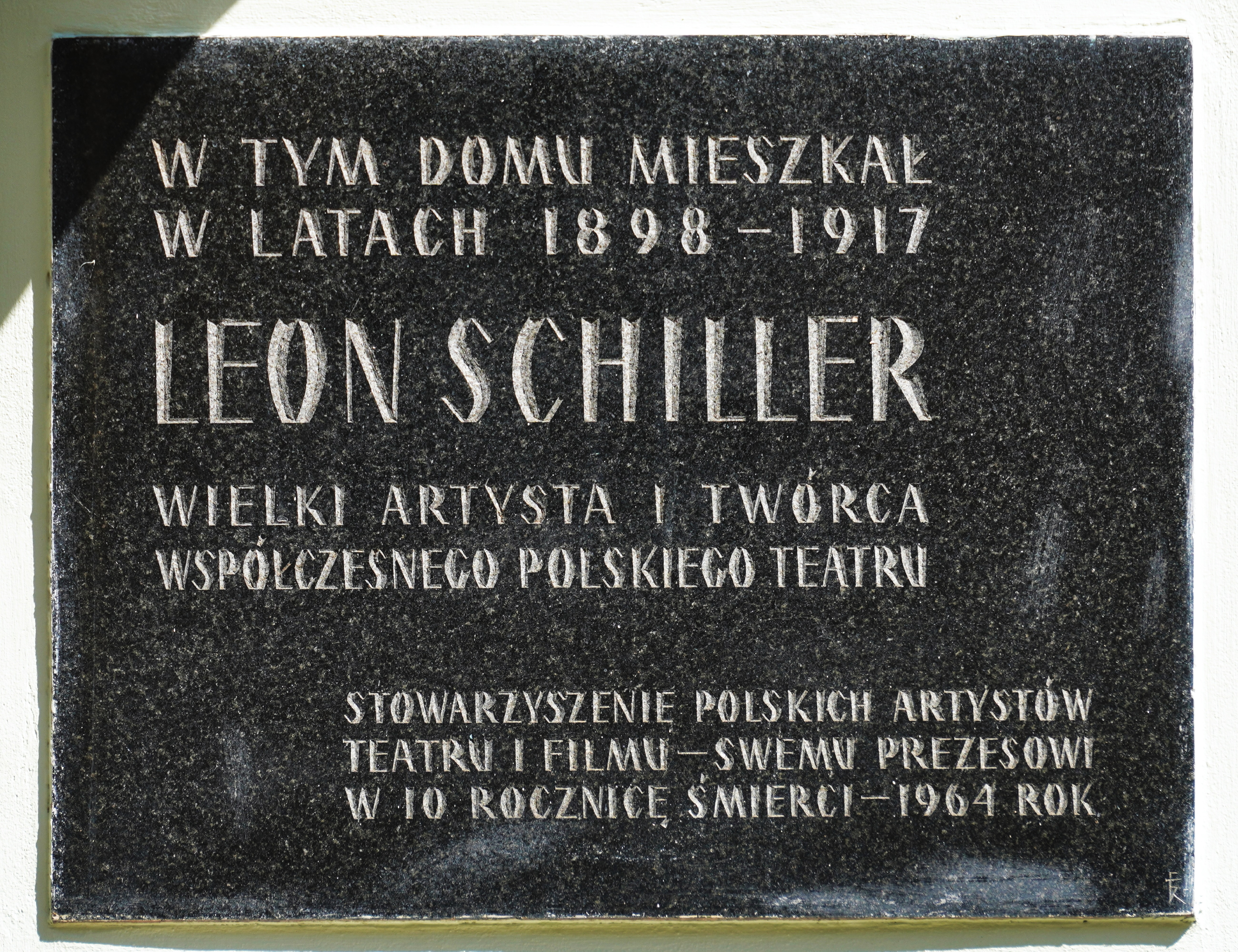
Tablica upamiętniająca Leona Schillera w elewacji kamienicy przy ulicy Wiślnej 10 w Krakowie

Leon Schiller, właśc. Leon Jerzy Wojciech Schiller de Schildenfeld (ur. 14 marca 1887 w Krakowie, zm. 25 marca 1954 w Warszawie) – polski reżyser, inscenizator, dyrektor teatru, pedagog, działacz teatralny, kompozytor, pieśniarz, tłumacz, krytyk i historyk teatru, twórca scenariuszy teatralnych i słuchowisk radiowych , poseł na Sejm Ustawodawczy z ramienia PPR, potem PZPR.
Zasłynął interpretacjami dramatów Mickiewicza np. Dziadów w Teatrze Polskim w Warszawie 1934; wystawiane wcześniej we Lwowie (1932), Wilnie (1933) oraz później w Sofii (1937).

## Życiorys
Pochodził z katolickiej rodziny austriackiej, jego przodek Johann Mathao, poczmistrz z Loitsch, został nobilitowany przez cesarzową Marię Teresę w 1745 . Schiller pochodził z gałęzi rodziny pochodzenia żydowskiego przebywającej w Galicji i od dawna spolonizowanej . Był synem Leona, właściciela agencji handlowej i Izydory z domu Pfau . Zamiłowanie do muzyki odziedziczył Schiller po matce. Ukończył Gimnazjum św. Anny w Krakowie, gdzie był uczniem Jerzego Żuławskiego i Kazimierza Nitscha . Studiował filozofię i polonistykę na Uniwersytecie Jagiellońskim oraz na Sorbonie w Paryżu. Współpracował z teatrami w Warszawie (Teatr Polski, Reduta, Teatr im. W. Bogusławskiego, Teatr Ateneum), Łodzi i Lwowie.
Debiutował jako piosenkarz w kabarecie Zielony Balonik w 1906. Początkowo śpiewał pieśni własnego autorstwa (zarówno pod względem kompozycji jak i tekstów), potem wykonywał pieśni ludowe i polskie.  Jako reżyser debiutował w 1917 w Teatrze Polskim w Warszawie. W 1928 z okazji dziesiątej rocznicy odzyskania przez Polskę niepodległości razem z Władysławem Daszewskim i Aleksandrem Watem zorganizował widowisko sceniczne pod tytułem Polityka społeczna oparte na autentycznych materiałach, krytyczne wobec stosunków panujących w fabrykach i polityki społecznej. W latach 1930–1932 był kierownikiem artystycznym i reżyserem dramatu w Teatrze Wielkim, Rozmaitości i Małym we Lwowie. We Lwowie rozwinął swoją koncepcję teatru monumentalnego, która zaowocowała m.in. realizacjami utworów wielkich romantyków (Kordian – 1930, Dziady – 1932, Sen srebrny Salomei – 1932). W tym czasie wystawił na trzech scenach (w Teatrze Wielkim, w Teatrze Małym w sali Domu Katolickiego na Gródeckiej oraz w Teatrze Rozmaitości przy ul. Rutowskiego) 29 premier w dziale dramatu oraz kilkanaście wodewilów i operetek. Związki Schillera ze Lwowem trwały sporadycznie do 1939 – reżyserował kilka spektakli w czasie dyrektorowania Wilama Horzycy.
Od 1933 kierownik wydziału reżyserskiego Państwowego Instytutu Sztuki Teatralnej (PIST). 
W czasie okupacji niemieckiej był kierownikiem literackim w barze „Żak” przy ul. Marszałkowskiej 141. Został aresztowany i uwięziony na Pawiaku, a następnie w niemieckim obozie koncentracyjnym Auschwitz-Birkenau w związku z represjami po zastrzeleniu w marcu 1941 Igo Syma. Został wykupiony z Auschwitz w maju tego roku przez siostrę, Annę Jackowską, za 12 tysięcy złotych, pochodzące ze sprzedaży biżuterii. W powstaniu warszawskim pod pseudonimem „Lambda” sformował grupę aktorską AK (po powstaniu dzięki staraniom BIP AK otrzymał stopień ppor. AK). W 1944 po powstaniu warszawskim został osadzony przez Niemców w Oflagu VII A Murnau.
Był oblatem benedyktyńskim.
Po II wojnie światowej, w latach 1946–1949, rektor Państwowej Wyższej Szkoły Teatralnej w Łodzi (PWST). Redaktor naczelny pisma „Teatr” (1947–1949), twórca pisma „Pamiętnik Teatralny” (1952), zaangażowany w prace  Komitetu Słowiańskiego w Polsce. W listopadzie 1949 został członkiem Ogólnokrajowego Komitetu Obchodu 70-lecia urodzin Józefa Stalina.
Został pochowany 29 marca 1954 z honorami w Alei Zasłużonych na Cmentarzu Wojskowym na Powązkach w Warszawie (kwatera A24-tuje-12). Przed pogrzebem trumna L. Schillera była wystawiona na widok publiczny w foyer Teatru Polskiego w Warszawie. W uroczystościach uczestniczyli m.in. członkowie Biura Politycznego KC PZPR premier Józef Cyrankiewicz, sekretarz KC PZPR Edward Ochab oraz wicepremier Jakub Berman. Zastępca przewodniczącego Rady Państwa Wacław Barcikowski udekorował trumnę zmarłego Krzyżem Komandorskim z Gwiazdą Orderu Odrodzenia Polski. Nad grobem przemówienia pożegnalne wygłosili: minister kultury i sztuki Włodzimierz Sokorski w imieniu władz, Władysław Daszewski w imieniu Stowarzyszenia Polskich Artystów Teatru i Filmu, Antoni Słonimski w imieniu środowiska literackiego oraz Jerzy Leszczyński w imieniu współpracowników i przyjaciół.
Nagrobek autorstwa Andrzeja Dłużniewskiego ma formę gładkiej płyty na której umieszczono półkolisty blok nawiązujący kształtem do proscenium.

## Twórczość
- artykuły-eseje zebrane w tomach
  - Teatr ogromny (1961)
  - U progu nowego teatru (1978)
- scenariusze widowisk
  - Pastorałka (1931)
  - Kram z piosenkami (1977)
  - Gody weselne (1945)

Główne kierunki twórczości:
- spektakle monumentalne
  - Nie-Boska komedia (1926)
  - Samuel Zborowski (1927)
  - Kordian (1930)
  - Dziady (1934)
- Zeittheater (przedstawienia o aktualnej problematyce społecznej):
  - Opera za trzy grosze (1929)
  - Krzyczcie Chiny (1932)
  - Kapitan z Koepenick (1932)
- widowiska muzyczne:
  - Dawne czasy w piosence, poezji i zwyczajach (1924)
  - Bandurka (1925)
  - Kulig (1929)

## Ordery i odznaczenia
- Order Sztandaru Pracy I klasy (22 lipca 1949)[18]
- Krzyż Komandorski z Gwiazdą Orderu Odrodzenia Polski (pośmiertnie, 26 marca 1954)[19]
- Złoty Krzyż Zasługi (dwukrotnie: 15 czerwca 1946[20], 13 listopada 1953[21])
- Złoty Wawrzyn Akademicki (5 listopada 1935)[22][23]

## Nagrody
- I Nagroda Ministra Kultury i Sztuki za reżyserię i inscenizację „Burzy” na Festiwalu Szekspirowskim (1947)
- Nagroda Miasta Łodzi (1948)[24]
- nagroda za reżyserię „Na dnie” Maksyma Gorkiego na Festiwalu Sztuk Rosyjskich i Radzieckich w Katowicach (1949)
- Państwowa Nagroda Artystyczna II stopnia (zespołowa) w dziale teatru za inscenizację i reżyserię „Halki” Stanisława Moniuszki w Państwowej Operze w Poznaniu (1950)[25]

## Upamiętnienie
- Pomnik w Łodzi, zlokalizowany w pasażu Schillera, odsłonięty w 1982 roku.
- Pomnik w Warszawie przy ul. Karasia róg ul. Oboźnej, przy Teatrze Polskim, odsłonięty w 1988[26].